# Legión de Plata
La Legión de Plata (también conocida como los Camisas Plateadas) fue una organización fascista estadounidense fundada por William Dudley Pelley el 30 de enero de 1933.
El emblema de la Legión de Plata era una "L" escarlata. Esta letra representaba las creencias del grupo "Lealtad a la república estadounidense", "Liberación del materialismo" y, lógicamente, la mismísima Legión de Plata. Sus uniformes consistían en una gorra idéntica a la que utilizaban las tropas de asalto alemanas, pantalón azul de pana y corbata y camisa plateada con una "L" roja sobre el corazón.

## Historia
El grupo tomo como inspiración al grupo fascista-nacionalista Camisas negras. La rama paramilitar de la Legión de Plata vestía una camisa plateada con corbata azul, junto con un sombrero de campaña y pantalones de pana azul con leggings. Las camisas del uniforme tenían una letra L escarlata sobre el corazón: un emblema destinado a simbolizar la lealtad a los Estados Unidos, la liberación del materialismo y la propia Legión de Plata. El emblema era una L en bloque, que estaba en un tipo de letra similar al Rockwell Extra Bold actual. La bandera de la organización era un campo plateado liso con una L roja en el cantón en la parte superior izquierda.
Para 1934, los Camisas Plateadas poseían unos 15.000 miembros, principalmente provenientes de la clase media. La fuerza del movimiento disminuyó durante los siguientes cuatro años, contando con sólo 5.000 miembros. Finalmente, el ataque a Pearl Harbor en 1941 llevó al colapso inmediato de la Legión de Plata.

## En la Cultura Popular
- En la novela de Sinclair Lewis Eso no puede pasar aquí se presenta una toma fascista de los Estados Unidos por un demagogo anti-Roosevelt que se inspira en la Legión de Plata.[3]

- En el videojuego de estrategia Hearts of Iron IV se describe a la Legión de Plata como su arquetipo fascista de los Estados Unidos, como el Imperio Americano Libre.[4]